# Herrarnas K-4 1000 meter i kanotsport vid olympiska sommarspelen 1992
Herrarnas K-4 1000 meter vid olympiska sommarspelen 1992 hölls i Castelldefels i Spanien. 

## Medaljörer
| Gren          | Guld                                                                | Silver                                                        | Brons                                                            |
| K4 1000 meter | Tyskland Mario von Appen Oliver Kegel Thomas Reineck André Wohllebe | Ungern Ferenc Csipes Zsolt Gyulay Attila Ábrahám László Fidel | Australien Ramon Andersson Kelvin Graham Ian Rowling Steven Wood |

## Resultat

### Heat
| Heat 1 |                                                                                  |         |  |
| 1.     | Ferenc Csipes, Zsolt Gyulay, Attila Ábrahám och László Fidel (HUN)               | 2:54.06 |  |
| 2.     | Maciej Freimut, Grzegorz Kaleta, Grzegorz Krawców och Wojciech Kurpiewski (POL)  | 2:55.28 |  |
| 3.     | Róbert Erban, Juraj Kadnár, Attila Szabó och Jozef Turza (TCH)                   | 2:56.02 |  |
| 4.     | Jonas Fager, Pablo Grate, Anders Ohlsén och Hans Olsson (SWE)                    | 2:56.22 |  |
| 5.     | Belmiro Pentera, António Brinco, Rui Fernandes och António Monteiro (POR)        | 3:02.38 |  |
| 6.     | Juan Labrin, Cristian Maino, José Luis Marello och Fernando Chaparro (ARG)       | 3:09.28 |  |
| 7.     | Ju Jong-Gwan, Gang Gi-Jin, Lee Yong-Cheol och Park Byeong-Hun (KOR)              | 3:12.51 |  |
| Heat 2 |                                                                                  |         |  |
| 1.     | Kelvin Graham, Ian Rowling, Steven Wood och Ramon Andersson (AUS)                | 2:57.06 |  |
| 2.     | Vladimir Bobreshov, Oleg Gorobiy, Vyacheslav Kutuzin och Sergey Kirsanov (EUN)   | 2:57.67 |  |
| 3.     | Gregorio Vincente, Alberto Sánchez, Miguel Garcia och Francisco Cabezas (ESP)    | 2:58.67 |  |
| 4.     | Matteo Bruscoli, Enrico Lupetti, Paolo Tommasini och Iduno Santoni (ITA)         | 2:59.15 |  |
| 5.     | Pierre Lubac, Jean-François Briand, Sebastien Mayer och Patrick Lancerreau (FRA) | 3:02.60 |  |
| 6.     | Richard Boyle, Finn O'Connor, Stephen Richards och Mark Scheib (NZL)             | 3:03.58 |  |
| Heat 3 |                                                                                  |         |  |
| 1.     | Mario von Appen, Oliver Kegel, Thomas Reineck och André Wohllebe (GER)           | 2:52.17 |  |
| 2.     | Geza Magyar, Sorin Petcu, Romică Şerban och Daniel Stoian (ROU)                  | 2:54.34 |  |
| 3.     | Petar Godev, Nikolay Georgiev, Milko Kazakov och Nikolay Yordanov (BUL)          | 2:57.30 |  |
| 4.     | Chris Barlow, Mark Hamilton, Mike Herbert och Terry Kent (USA)                   | 2:58.57 |  |
| 5.     | Mark Perrow, Hermann Kotze, Bennie Reynders och Oscar Chalupsky (RSA)            | 3:06.36 |  |

### Semifinaler
| Semifinal 1 |                                                                                  |               |    |
| 1.          | Mario von Appen, Oliver Kegel, Thomas Reineck och André Wohllebe (GER)           | 2:54.80       | QF |
| 2.          | Ferenc Csipes, Zsolt Gyulay, Attila Ábrahám och László Fidel (HUN)               | 2:55.39       | QF |
| 3.          | Chris Barlow, Mark Hamilton, Mike Herbert och Terry Kent (USA)                   | 2:56.57       | QF |
| 4.          | Róbert Erban, Juraj Kadnár, Attila Szabó och Jozef Turza (TCH)                   | 2:56.62       | QF |
| 5.          | Petar Godev, Nikolay Georgiev, Milko Kazakov och Nikolay Yordanov (BUL)          | 2:57.42       | QF |
| 6.          | Pierre Lubac, Jean-François Briand, Sebastien Mayer och Patrick Lancerreau (FRA) | 2:58.98       |    |
| 7.          | Vladimir Bobreshov, Oleg Gorobiy, Vyacheslav Kutuzin och Sergey Kirsanov (EUN)   | 2:59.35       |    |
| 8.          | Richard Boyle, Finn O'Connor, Stephen Richards och Mark Scheib (NZL)             | 3:00.66       |    |
| 9.          | Juan Labrin, Cristian Maino, José Luis Marello och Fernando Chaparro (ARG)       | 3:11.44       |    |
| Semifinal 2 |                                                                                  |               |    |
| 1.          | Geza Magyar, Sorin Petcu, Romică Şerban och Daniel Stoian (ROU)                  | 2:56.80       | QF |
| 2.          | Jonas Fager, Pablo Grate, Anders Ohlsén och Hans Olsson (SWE)                    | 2:58.27       | QF |
| 3.          | Kelvin Graham, Ian Rowling, Steven Wood och Ramon Andersson (AUS)                | 2:58.83       | QF |
| 4.          | Maciej Freimut, Grzegorz Kaleta, Grzegorz Krawców och Wojciech Kurpiewski (POL)  | 2:59.20       | QF |
| 5.          | Gregorio Vincente, Alberto Sánchez, Miguel Garcia och Francisco Cabezas (ESP)    | 3:00.17       |    |
| 6.          | Matteo Bruscoli, Enrico Lupetti, Paolo Tommasini och Iduno Santoni (ITA)         | 3:00.48       |    |
| 7.          | Belmiro Pentera, António Brinco, Rui Fernandes och António Monteiro (POR)        | 3:00.90       |    |
| 8.          | Mark Perrow, Hermann Kotze, Bennie Reynders och Oscar Chalupsky (RSA)            | 3:10.82       |    |
| -           | Ju Jong-Gwan, Gang Gi-Jin, Lee Yong-Cheol och Park Byeong-Hun (KOR)              | Did not start |    |

### Final
| Gold   | Mario von Appen, Oliver Kegel, Thomas Reineck och André Wohllebe (GER)          | 2:54.18 |
| Silver | Ferenc Csipes, Zsolt Gyulay, Attila Ábrahám och László Fidel (HUN)              | 2:54.82 |
| Bronze | Kelvin Graham, Ian Rowling, Steven Wood och Ramon Andersson (AUS)               | 2:56.97 |
| 4.     | Róbert Erban, Juraj Kadnár, Attila Szabó och Jozef Turza (TCH)                  | 2:57.06 |
| 5.     | Geza Magyar, Sorin Petcu, Romică Şerban och Daniel Stoian (ROU)                 | 3:00.11 |
| 6.     | Maciej Freimut, Grzegorz Kaleta, Grzegorz Krawców och Wojciech Kurpiewski (POL) | 3:01.43 |
| 7.     | Jonas Fager, Pablo Grate, Anders Ohlsén och Hans Olsson (SWE)                   | 3:01.46 |
| 8.     | Petar Godev, Nikolay Georgiev, Milko Kazakov och Nikolay Yordanov (BUL)         | 3:02.08 |
| 9.     | Chris Barlow, Mark Hamilton, Mike Herbert och Terry Kent (USA)                  | 3:04.30 |